# Holtrup

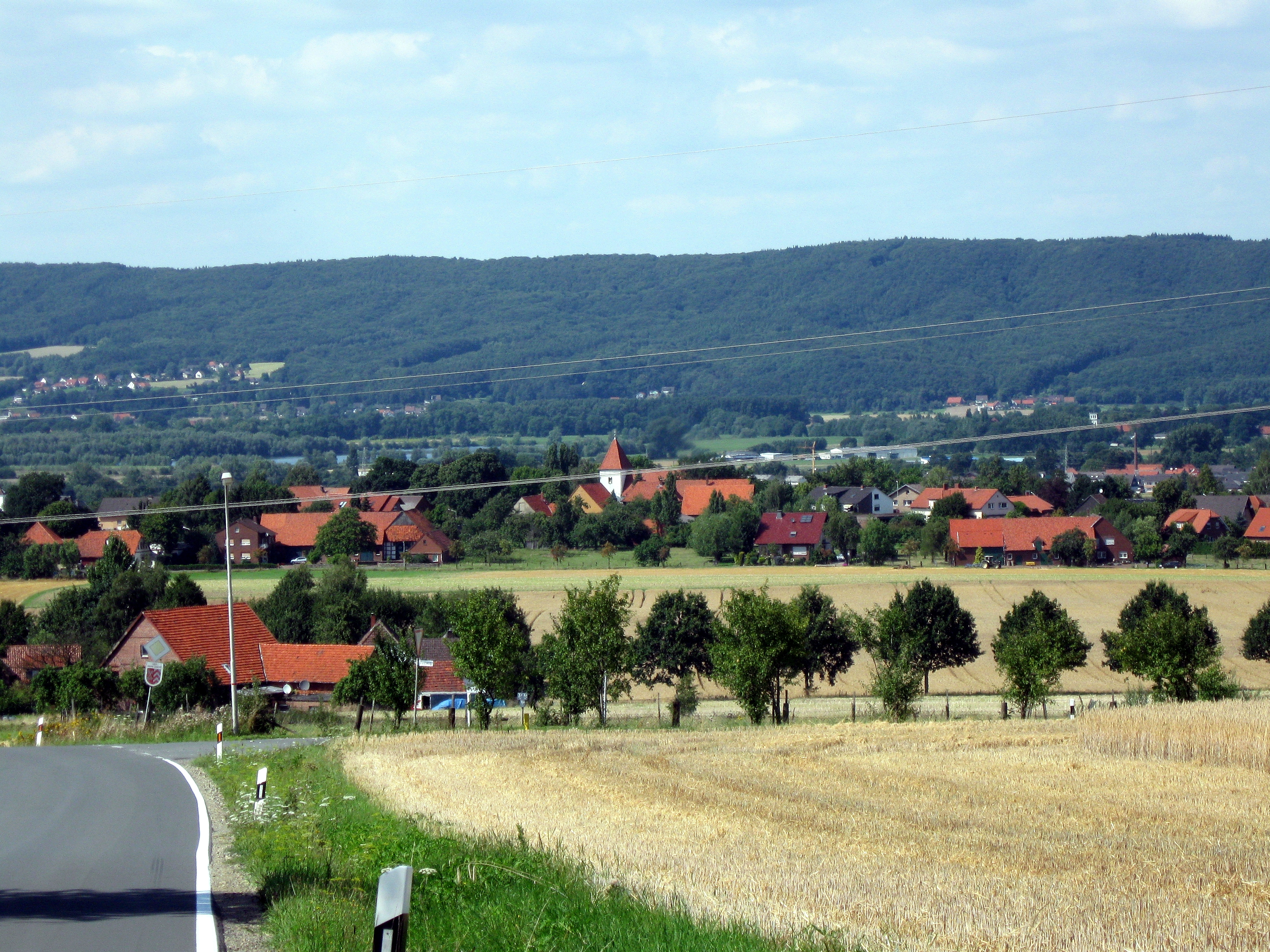
Blick von Uffeln (Vlotho) (Borlefzener Kirchweg, kurz vor der Kreisgrenze Herford/Minden) auf Holtrup

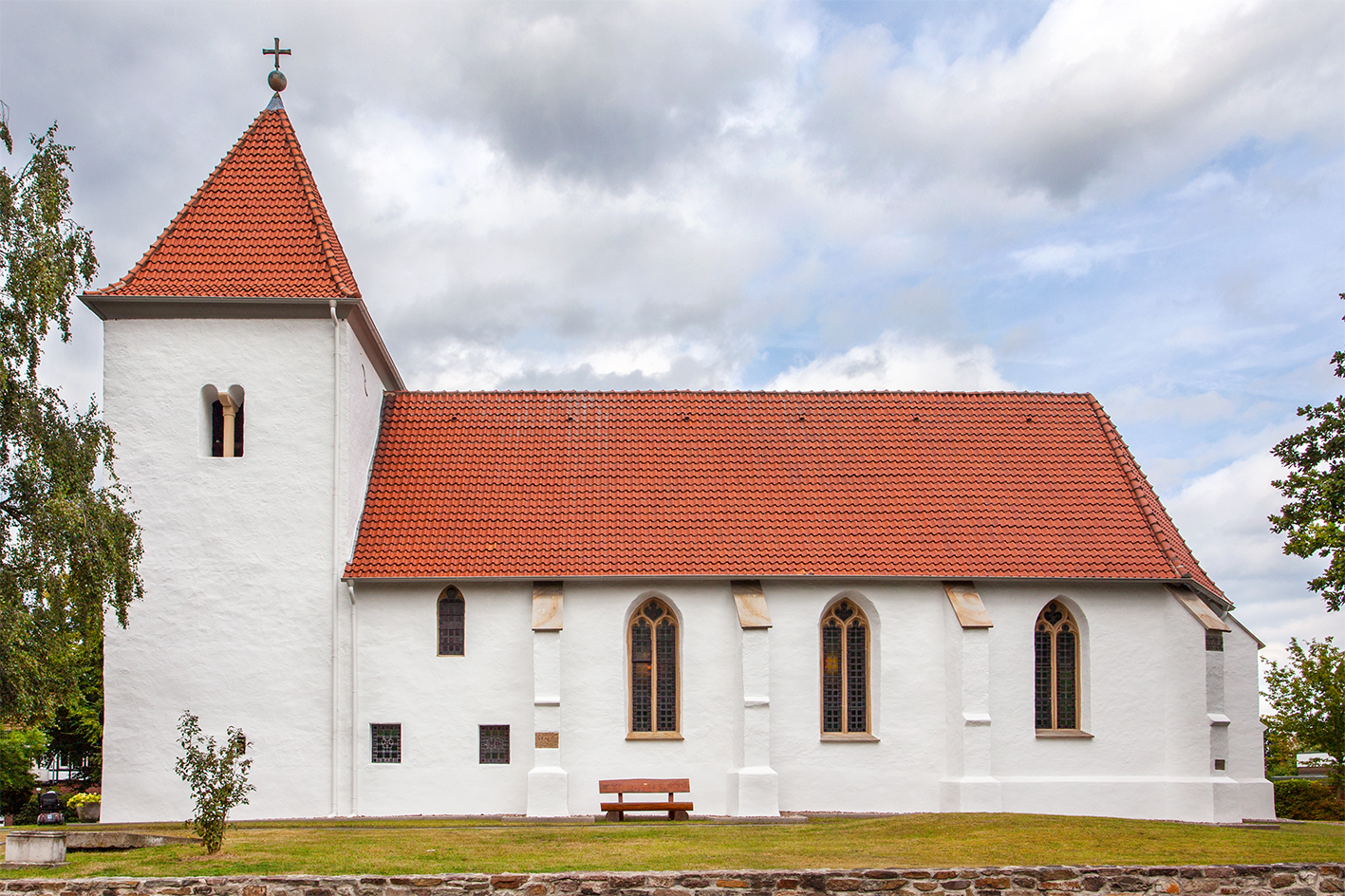
Evangelische Kirche in Holtrup

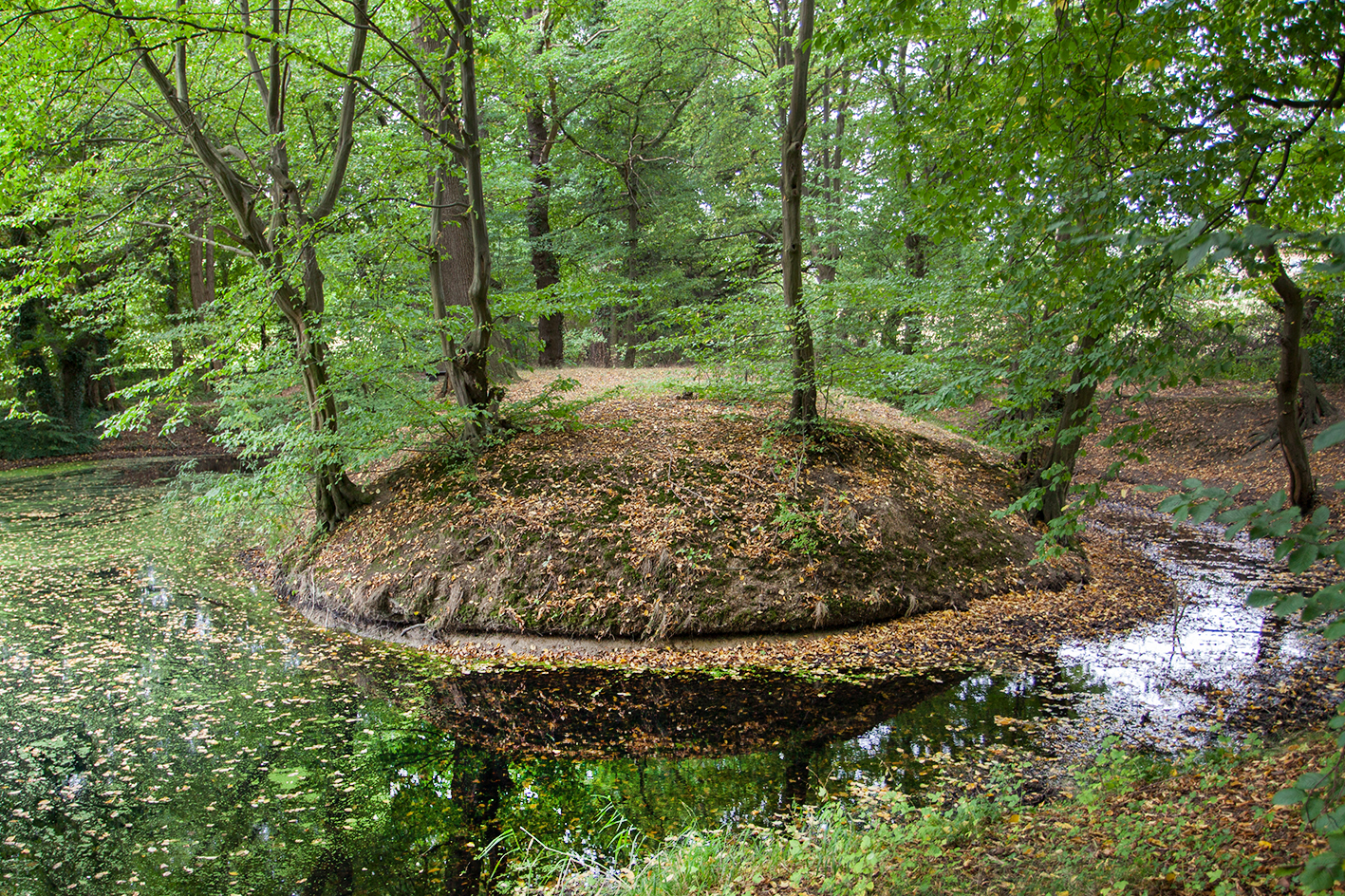
Römerinsel am Oberloh

Holtrup ist ein Ortsteil der Stadt Porta Westfalica im Kreis Minden-Lübbecke in Nordrhein-Westfalen mit 1055 Einwohnern.
Holtrup ist eher agrarisch geprägt, weist heute aber auch ein ausgedehntes Industriegebiet auf. Der Ortsteil Vössen liegt an der Weser und verfügt über einen Campingplatz. Die Fähre an einer sehr seichten Stelle (Furt) der Weser ist nicht mehr in Betrieb. Das markanteste Bauwerk im Ort ist die evangelische Kirche, deren romanischer Turm aus dem Beginn des 11. Jahrhunderts stammt und deren gotisches Kirchenschiff in den Jahren 1517/18 errichtet wurde.

## Geschichte
Der Schlossberg soll einst Standort der Burg Holtrup gewesen sein, die von dort die Weserfurt übersehen konnten. Im Mindener Dom findet sich der Hinweis auf einen Ritter Kurt von Holtrup. Auf dem Schlossberg lässt sich heute der Grundriss mit angedeutetem Burggraben erahnen. Mit ein wenig Mühe kann man von dort einen nicht gekennzeichneten Aussichtspunkt erreichen, von dem aus sich ein Ausblick auf Bad Oeynhausen und das davor liegende Wesertal bietet. Direkt neben dem Schlossberg liegt heute der dörfliche Fußballplatz, Heimat des FC Blau Weiß Holtrup.
Über die Geschichte und Funktion der sogenannten „Römerinsel“ am Oberloh ist bisher wenig bekannt. Neben der Vermutung, dass die Anlage ein römischer Vorposten gewesen ist, wird die Römerinsel auch als Motte in das Hochmittelalter eingeordnet. Erkennbar ist eine Erhebung mit einem Wassergraben, der von einer Quelle gespeist wurde. Um 1976 fanden dort spielende Kinder eine römische Münze aus dem 2. Jahrhundert nach Christus.
Holtrup lag im Mittelalter an einer der wichtigsten Fern-, Handels- und Heerwege des norddeutschen Raumes. Der so genannte Frankfurter Weg überquerte die Weser bei einer Furt im heutigen Ortsteil Vössen.
In der Holtruper Kirche befinden sich eine kunstgeschichtlich bedeutende Marienstatue sowie zwölf dazugehörende Apostelfiguren des sogenannten Hildesheimer Benediktmeisters aus dem frühen 16. Jahrhundert. Das Kirchengebäude besteht in der heutigen Form seit dem frühen 16. Jahrhundert, der Turm stammt aus dem 11. Jahrhundert.
Zur evangelisch-lutherischen Kirchengemeinde Holtrup-Uffeln gehörten seinerzeit die Einwohner der seit 1858 selbstständigen politischen Gemeinde Uffeln, die seit der Gebietsreform des Jahres 1973 zur Stadt Vlotho und damit zum Kreis Herford gehört. Seit 2007 ist die evangelisch-lutherische Kirchengemeinde Uffeln selbständig, während der Gemeindebezirk Holtrup (seit 1983 verbunden mit dem Ortsteil Vennebeck) jetzt zur evangelisch-lutherischen Kirchengemeinde Holzhausen und Holtrup an der Porta gehört.
Im Zentrum des Ortes liegt das Feuerwehrhaus der örtlichen Löschgruppe der Freiwilligen Feuerwehr, die seit mittlerweile 70 Jahren besteht.
Holtrup gehörte bis zu den Napoleonischen Kriegen zur Vogtei Landwehr im Amt Hausberge des Fürstentums Minden. Von 1807 bis 1813 gehörte der Ort zum Kanton Hausberge des napoleonischen Satellitenstaats Königreich Westphalen. 1816 kam Holtrup zum neuen Kreis Minden. Mit der Einführung der westfälischen Landgemeinde-Ordnung von 1841 wurde Holtrup 1843 eine Landgemeinde im Amt Hausberge des Kreises. In den 1850er Jahren waren die Landgemeinden Holtrup und Uffeln für mehrere Jahre vereinigt, wurden aber am 15. Juli 1858 wieder getrennt. Am 1. Januar 1973 wurde Holtrup durch das Bielefeld-Gesetz in die neue Stadt Porta Westfalica eingegliedert.

## Söhne und Töchter
- Eduard Goecker (1848–1931), evangelisch-lutherischer Geistlicher
- Gerhard Koch (1906–1983), Jurist und Politiker
- Konstantin Josef Lüers OFM (1916–1997), römisch-katholischer Ordensgeistlicher, Bischof von Penedo in Brasilien
- Marie Schmalenbach (1835–1924), Pfarrersfrau, Vertreterin der Erweckungsbewegung und Liederdichterin

## Sonstiges
Die Holtruper Tracht wurde in und um Holtrup getragen. Die Holtruper Frauen trugen rote oder schwarze Röcke mit schmalen Saumbändern und kleine Punzmützen. Die Bestickung der Schürzen war sparsam.